# Церковь Святого Франциска (Кастро)
Церковь Святого Франциска (исп. Iglesia de San Francisco) — церковь, расположенная на острове Чилоэ (Чили), находится на Пласа-де-Армас, площади города Кастро, административного центра острова. Площадь церкви 1404 м², ширина 52 и высота 27 метров. Купол над пресбитерием церкви имеет высоту 32 метра, а высота башен — 42 метра. Храм также известен как церковь Святого Якова (исп. Iglesia Apóstol Santiago и ошибочно называется «собором», который на самом деле находится в Анкуде, центре одноимённой епархии. Сама же церковь Сятого Франциска принадлежит одному из 24 приходов, образующих эту епархию (исп.)
Церковь была объявлена Национальным памятником Чили в 1979 и объектом всемирного наследия Юнеско 30 ноября 2000 года

## История
Кастро является третьим по древности городом Чили. Он был основан в феврале 1567 года Мартином Руисом де Гамбоа, которого его тесть, временный губернатор Чили Родриго де Кирога, послал основать на архипелаге Чилоэ город под названием Сантьяго-де-Чили. В том же году была построена церковь с именем Святого Иакова (Сантьяго), которая должна была использоваться для христианизации местных коренных народов. Церковь несколько раз сгорала и перестраивалась, и впоследствии использовалась в качестве приходской, под управлением иезуитов.
Последней реконструкцией церкви руководил священие фра Анхель Кустодио Субиабре Оярсун, руководивший церковью с 1901 по 1912 годы.

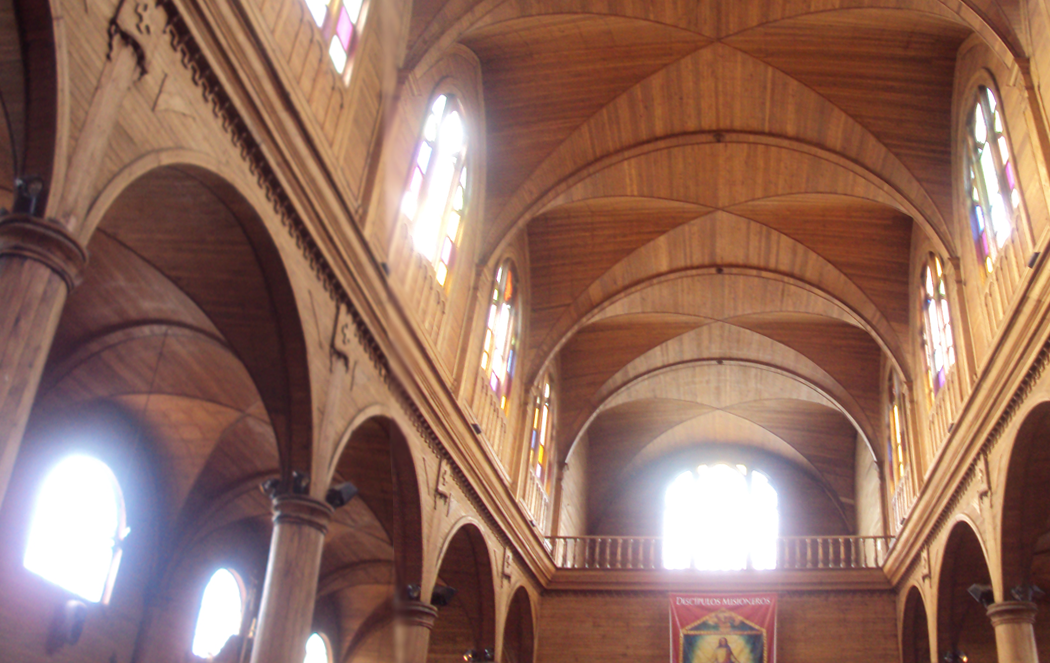
Своды церкви.

## Архитектура
Проект церкви был создан итальянским архитектором Эдуардо Провасоли, и, в отличие от типичного стиля других церквей острова Чилоэ, стиль церкви Святого Франциска — неоготический Церковь была построена плотниками из Чилоэ, под руководством Сальвадора Сьерпе.
Для сооружения церкви использовали местные породы дерева, такие как фицройя, пильгеродендрон, кочан и др. Интерьеры выполнены из бука Раули и оливильо; однако фасад, крыша и наружная облицовка выполнены из оцинкованного железа.
Внутри церкви находятся изображение архангела Михаила, одержавшего победу над сатаной, изображение святого Альберто Уртадо и образ Иисуса Христа, найденного в церкви в Кагуаче, в Квинчао, Чилоэ.
Фасад церкви окрашивают в яркие цвета, что делает его доминантой площади Пласа-де-Армас города Чилоэ.

## Галерея

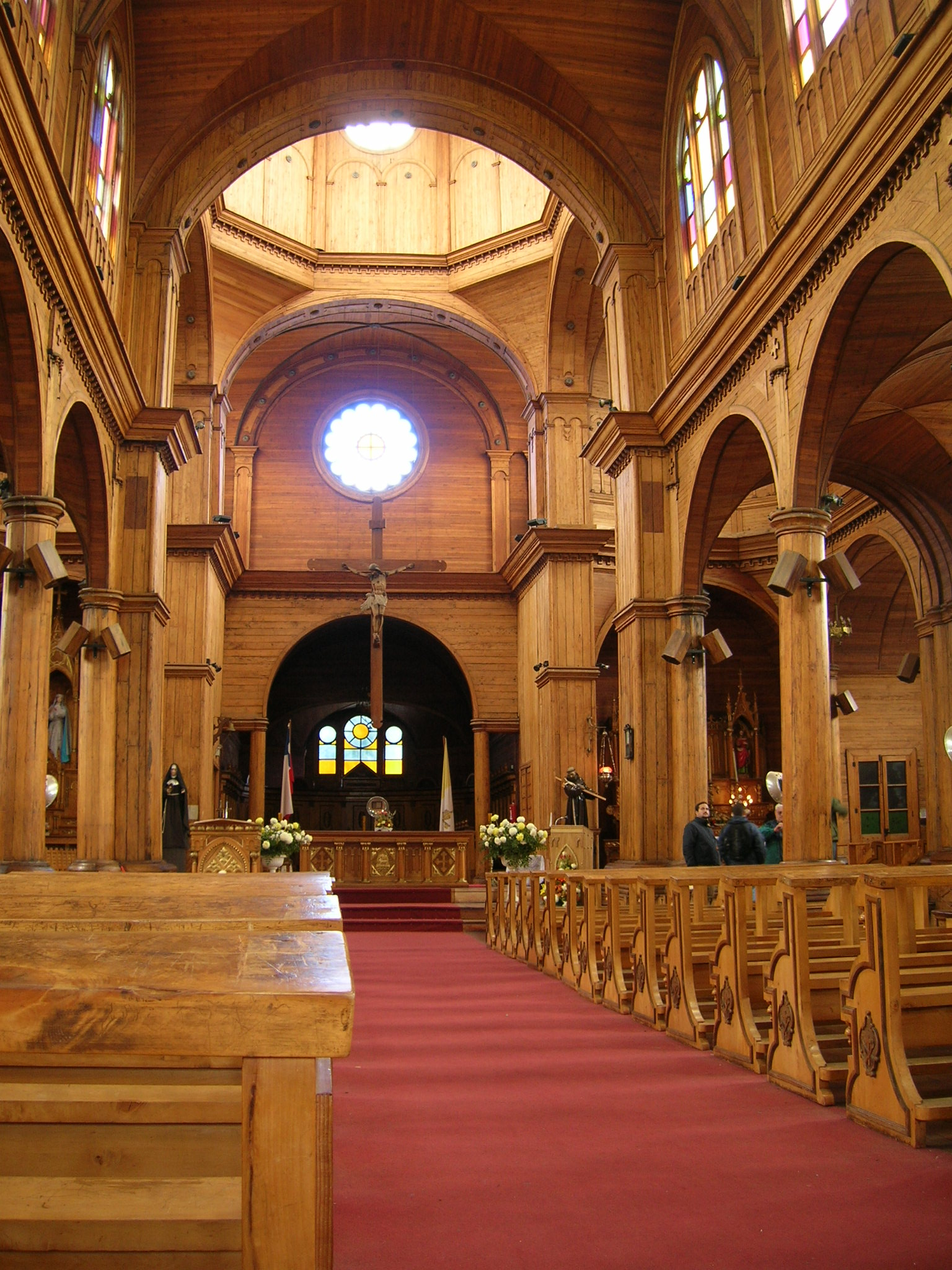
Интерьер церкви.
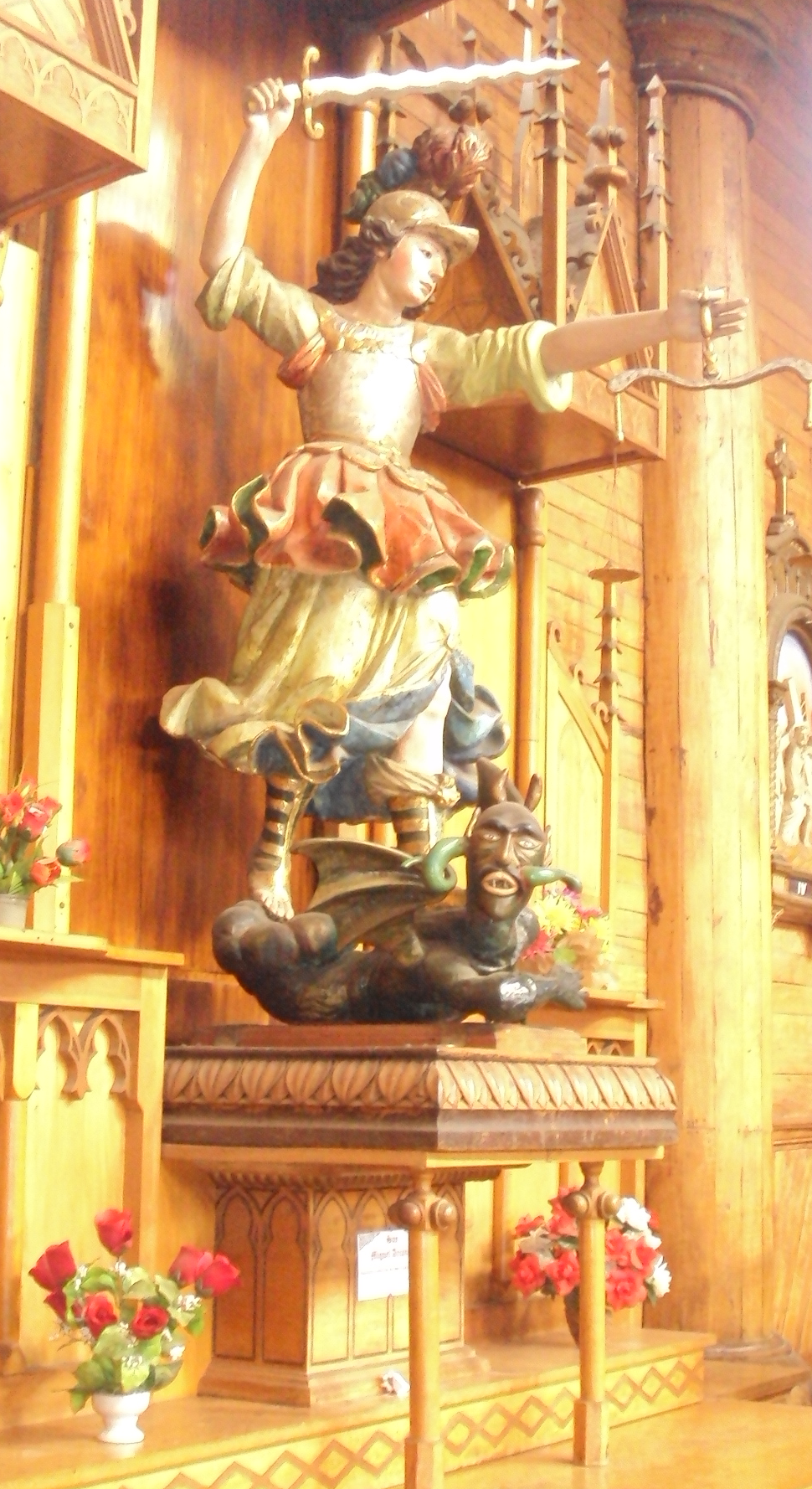
Алтарь архангела Михаила.